# Chiara Lubich
Chiara Lubich (n. 22 ianuarie 1920, Trento, Trentino-Tirolul de Sud, Italia – d. 14 martie 2008, Rocca di Papa, Lazio, Italia) a fost o activistă italiană catolică, liderul și fondatorul Mișcării Focolarelor.

## Tinerețe
Chiara Lubich se naște la Trento cu numele de Silvia Lubich. Tatăl ei îsi pierde slujba datorită credințelor poltice socialiste în care credea în perioada în care Italia era fascistă Drept consecință, familia Lubich are să trăiască pentru mulți ani într-o sărăcie cruntă. Ca să își plătească studiile de filosofie, Lubich dă meditații altor studenți din Veneția, iar în anii 40 predă la o școală elementară din Trento.
În timpul celui de-al Doilea Război Mondial, când bombele distrugeau Trento, Lubich, la numai 20 de ani, provenind dintr-un mediu plin de ură și violență, îl descoperă pe Dumnezeu care este Iubire, singurul ideal pe care nicio bombă nu l-ar putea distruge. A fost o experiență foarte puternică, 'mai puternică decât bombele care cădeau în Trent'. pe care Lubich a împărtășit-o imediat prietenilor apropiați. Viața lor s-a schimbat radical. Au declarat că pe mormântul lor o singură inscripție să fie gravată:"Și noi am crezut în iubire".
Descoperirea ei că "Dumnezeu înseamnă iubire" (cf. 1 John 4:16), a determinat-o, în 7 decembrie 1943, singură într-o mică capelă, să i se dedice lui Dumnezeu pentru totdeauna și să își schimbe numele în Chiara, în onoarea Sfântului din Assisi. Această dată este considerata ca fiind începutul mișcării Focolare.
Aceste "Focolare" (micile comunități de voluntari) caută să aducă contribuție pentru pace și să dobândească unitatea evanghelică a tuturor oamenilor din orice mediu social. Țelul a devenit o lume care să trăiască în unitate, și spiritualitatea ei a ajutat demolarea prejudecăților vechi de secole. Astăzi membrii ei sunt mii de persoane care nu se proclamă ca aparținând unei anumite religii.
Din viața ei, data de 13 mai 1944 rămâne ca noaptea cu cele mai violente bombe din Trent. Casa Chiarei a fost una dintre multele clădiri distruse. Se decide să rămână în Trent pentru a ajuta ca noi vieți să se nască. Cunoaște o femeie care și-a pierdut mințile datorită suferinței cauzate de pierderea celor 4 copii ai ei. Totul s-a petrecut printre săracii din Trent pe care Lubich o numește începerea "aventurii divine".
În 1948, Lubich îl întâlnește pe parlamentarul italian Igino Giordani, scriitor, jurnalist, pionier al ecumenismului. El avea să devin co-fondatorul, împreună, al mișcării pentru contribuția adusă de el în contextul de spiritualitatea incarnării sociale a unității, care a dat naștere la Mișcarea Noilor Familii și Mișcarea Noii Umanități.
Anul 1949 marchează prima întâlnire dintre Lubich și Pasquale Foresi. El a fost primul Focolarin care avea să devină preot. Întotdeauna sprijinind-o pe Chiara, el a ajutat să dea viață studiilor teologice ale Mișcării, pentru a începe Editura Città Nuova (Oraș Nou în română) și la construirea micului oraș Loppiano. Pe toată durata dezvoltării mișcării, a contribuit considerabil în concretizarea expresiilor ecleziastice ale acesteia. Împreună cu Lubich și Igino Giordani, el este considerat ca fiind co-fondatorul Mișcării.
În 1945 Lubich îi cunoaște, în Vigo di Fassa (lângă Trent), pe evadații din lagărele de muncă forțată din Estul Europei, iar după 1960 spiritualitatea de unitate împreună cu Mișcarea încep să prindă clandestin formă în acele țări.
În Europa multe din rănile cauzate de al Doilea Război Mondial rămân nevindecate. În 1959, la adunarea Mariapolis (adunări estivale ale Mișcării) în Munții Dolomiți, Lubich se adresează unui grup de politicieni pentru a-i invita să treacă peste granițele propriilor țări și "să iubească națiunea celuilalt așa cum o iubești pe a ta" . Internaționalismul a devenit o emblemă a Mișcării cu răspândire rapidă, la început în Italia, mai târziu, după 1952, în toată Europa, ca după 1959 să ajungă și pe celelalte continente. "Micile orașe" se nasc începând cu 1965, odată cu Loppiano, debutul acestor orașe, odată cu congresele, și folosirea mass-mediei pentru a forma oameni în trăirea idealului de "lume unită". Lubich fondează Mișcarea Noilor Familii în 1967.
În anii '60 tinerii din toată lumea protestează în masă în multe părți ale lumii. În 1966 Lubich propune tinerilor trăirea conform mesajului extremist al Evangheliei ca răspuns la dorința de schimbare aclamată de tinerii de pretutindeni. Astfel s-a format Mișcarea Gen (Noțiunea Gen folosindu-se pentru Noua Generație) ce dă viață "Tinerilor pentru o Lume Unită"..
În 1966 Chiara Lubich co-fondeaza Școala Maicii Domnului, Sediul Universitatii Inteligența, Fontem în Camerun, asistată de contemporanul șef nativ al Fontem, Fon Fontem Defang. Vizitează școala în mai 2000. Aproape de la început acolo au fost tinerii și copii ce au făcut spiritualitatea unității pe cont propriu. A treia generație (Gen 3) a Mișcării, cei care animează mișcarea mai vastă "Tineri pentru Unitate", s-a născut în 1970.

## Anii '90
În 1991, imediat după căderea Zidului din Berlin, în timpul unei călătorii în Brazilia, ca răspuns pentru cei care trăiesc în condiții inumane la periferiile metropolelor de acolo, Lubich lansează un proiect nou: "Economia Comuniunii în Libertate". Aceasta se dezvoltă rapid în diferite țări implicând sute de oameni de afaceri, dând naștere la o nouă teorie și practică economică.
În 1996 Lubich primește Gradul Onorific în Științe Sociale de la Universitatea Catolică din Lublin din Polonia.
Profesorul Adam Biela vorbea despre "Revoluție Copernicană în Științele Sociale, adusă de ea la viață prin 'paradigma unității' ce aduce o nouă dimensiune psihologică, socială și economică pe care societatea post-comunistă a zilelor noastre o așteaptă în această faza dificilă și nouă a tranziției".
În 1996 Lubich a fost premiată cu Premiul UNESCO pentru educație și pace, în Paris, motivat de faptul că, "într-o eră când diferențele etnice și religioase duc deseori la conflicte violente, răspândirea Mișcării Focolarelor a contribuit de asemenea la un dialog constructiv între persoane, generații, clase sociale și oameni." 
Lubich a fost primul creștin, primul laic, și prima femeie invitată să prezinte experiențele ei spirituale unui grup de 800 de călugări și surori budiste în Thailanda (ianuarie 1997), unui grup de 3000 de musulmani negri în moscheea din cartierul Harlem din New York (mai 1997), și unei comunități de evrei din Buenos Aires (aprilie 1998). 

## Grade Onorifice/Premii
În 1977, Lubich primește Premiul Templeton pentru progres în religie și pace. Prezența mai multor reprezentanți al altor religii la ceremonie duce la începuturile dialogului inter-religios al Mișcării.
În 1996 i-a fost oferit Premiul UNESCO Pentru Pace și Educație.
În mai 1997 vizitează Națiunile Unite, unde ține un discurs referitor la unitatea dintre oameni în "Palatul Glass". În septembrie 1998 în Strasbourg i-a fost înmânat cu Premiul Anului 1998 Pentru Drepturile Omului de către Consiliul Europe, pentru munca depusă "pentru apărarea drepturilor sociale și individuale". 
A primit de asemenea grade onorifice pentru diferite discipline: de la teologie la filozofie, de la economie la științe umane și a religiilor până la științele comunicării. Acestea nu au fost oferie numai de către universitățile catolice, ci și de alte universități laice, din Polonia, Filipine, Taiwan, Statele Unite, Mexic, Brazilia și Argentina
Chiara Lubich a fost onorată cu Doctoratul Divinității (Honoris Causa) de către Universitatea Hope din Liverpool. A mulțumit Universității și oferă încrederea pentru viitor: "Sincerele mele muțumiri tuturor celor de la Universitatea Hope din Liverpool pentru acest doctorat al Divinității în recunoașterea efortului Mișcării Focolarelor în dialogul ecumenic și inter-religios". Universitatea din Sibiu găzduiește un proiect de cercetare dedicat printre altele și Chiarei Lubich.

## Moartea
Moare în Rocca di Papa în Italia ei natală, la 88 de ani, în 14 martie 2008.

## Publicații
- Scrieri Esențiale: Cultura Dialogului Spiritual - Oraș Nou (16 feb 2007) - ISBN 1905039018, ISBN 978-1905039012